# ژوپیتر ایندیجس
ژوپیتر ایندیجس (انگلیسی: Jupiter Indiges) به گفته مورخ رومی تیتوس لیویوس، نامی است که به قهرمان خدایی آئنیاس داده شده‌است. در برخی از نسخه‌های داستان او، به درخواست ونوس مادر آئنیاس توسط رود نومیکوس، خدای محلی رودخانه‌ای به همین نام، او را برای تبدیل شدن به یک خدا بزرگ کرد.